# Mr. Natural / It Doesn’t Matter Much To Me
Az It Doesn't Matter Much To Me című számot a Bee Gees az A Kick In The Head Is Worth Eight In The Pants albumra szánta, végül a dal megírása után két évvel kislemezen jelent meg a B oldalon.

## Közreműködők
- Barry Gibb – ének, gitár
- Maurice Gibb – ének, gitár, billentyűs hangszerek, basszusgitár
- Robin Gibb – ének
- Alan Kendall – gitár
- Dennis Bryon – dob
- Geoff Westley – billentyűs hangszerek
- stúdiózenekar Arif Mardin vezényletével
- hangmérnök – Damon Lyon Shaw, Andy Knight, Alan Lucas

## A lemez dalai
- Mr. Natural (Barry és Robin Gibb) (1974), stereo 3:46, ének: Barry Gibb, Robin Gibb
- It Doesn't Matter Much To Me (Barry, Robin és Maurice Gibb) (1972), stereo 3:50, ének: Barry Gibb, Robin Gibb

## Top 10 helyezés
A kislemeze dalaiból nem született Top 10 helyezés a világban.

## A kislemez megjelenése országonként
- Japán: RSO DW-1079
- Ausztrália, Új-Zéland: Spin K-5492
- Európa: RSO 2090 128
- Amerikai Egyesült Államok, Kanada: RSO SO-408
- Argentína, Uruguay RSO 1813
- Fülöp-szigetek RSO 873 002